# Vianna Moog
Clodomir Vianna Moog  (São Leopoldo, 28 de outubro de 1906 – Rio de Janeiro, 15 de janeiro de 1988) foi um advogado, jornalista, romancista e ensaísta brasileiro.

## Biografia
Filho de Marcos Moog, funcionário público federal, e de Maria da Glória Vianna, professora pública, foi aluno da escola dirigida por sua mãe na cidade natal e, depois, do Colégio Elementar Visconde de São Leopoldo.
Queria seguir a carreira militar e por esta razão foi para o Rio de Janeiro, para prestar exame na Escola Militar do Realengo. Como, porém, naquele ano não se abrissem as provas vestibulares, voltou para Porto Alegre, onde trabalhou algum tempo no comércio e, em 1925, matriculou-se na Faculdade de Direito. Foi nomeado, no mesmo ano, guarda-fiscal interino da Repressão ao Contrabando na Fronteira e designado para a Delegacia Fiscal de Porto Alegre. Em 1926 prestou concurso para agente fiscal de imposto de consumo e serviu dois anos na cidade de Santa Cruz do Sul e um ano na cidade de Rio Grande
Vianna Moog formou-se em 1930 e, no mesmo ano, participou da Aliança Liberal. Contrário à ditadura de Getúlio Vargas, participou da Revolução de 1932, tendo sido preso e removido para o Amazonas. Anistiado, retornou ao Rio Grande do Sul em 1934.
Foi representante do governo brasileiro na Organização dos Estados Americanos (OEA) e na Organização das Nações Unidas (ONU).
Faleceu aos 81 anos, vítima de uma parada cardíaca após uma intervenção cirúrgica.

## Obras
- 1936 – O ciclo do ouro negro (ensaio)
- 1937 – Novas cartas persas (sátira)
- 1938 – Eça de Queirós e o século XIX (ensaio)
- 1938 – Um rio imita o Reno (romance, pelo qual recebeu o Prêmio Graça Aranha)
- 1939 – Heróis da decadência (ensaio)
- 1942 – Uma interpretação da literatura brasileira (ensaio)
- 1946 – Nós, os publicanos" (ensaio)
- 1946 – Mensagem de uma geração" (ensaio)
- 1954 – Bandeirantes e pioneiros: Paralelo entre duas culturas" (estudo social)
- 1959 – Uma Jangada para Ulisses (novela)
- 1962 – Tóia (romance)
- 1965 – A ONU e os grandes problemas (política)
- 1966 – Obras completas de Vianna Moog" (compilação)
- 1968 – Em busca de Lincoln (biografia)

## Academia Brasileira de Letras
Vianna Moog foi membro da Academia Brasileira de Letras, sendo o terceiro ocupante da cadeira 4. Foi eleito em 20 de setembro de 1945, na sucessão de Alcides Maia, tendo sido recebido por Alceu Amoroso Lima em 17 de novembro de 1945.